# Haliplectus bibulbosus
Haliplectus bibulbosus är en rundmaskart. Haliplectus bibulbosus ingår i släktet Haliplectus, och familjen Haliplectidae. Arten är reproducerande i Sverige.